# Lacul Homs
Lacul Homs (în arabă بحيرة حمص) (numit și Lacul Qattinah, în arabă بحيرة قطينة) este un lac în apropiere de Homs, Siria, alimentat de râul Oronte. Lacul este la 15 km (9,3 mi) de orașul Homs și se întinde pe 60 km2 (23 mi2).
Lacul este artificial, creat de Barajul lacului Homs la capătul său nordic. Structura originală a barajului a fost una dintre cele mai vizibile lucrări de inginerie antică din Siria și din Semiluna fertilă. Construit de romanii antici, barajul a creat un rezervor a cărui apă a fost condusă pe câmpurile din apropiere printr-o rețea de canale.